# Cervonodvirka, Baranivka
Cervonodvirka (în ucraineană Червонодвірка) este un sat în așezarea urbană Kameanîi Brid din raionul Baranivka, regiunea Jîtomîr, Ucraina.

## Demografie
Componența lingvistică a localității Cervonodvirka
     Ucraineană (100%)
Conform recensământului din 2001, toată populația localității Cervonodvirka era vorbitoare de ucraineană (100%).